# Scooch
Scooch est groupe de dance britannique composé de Natalie Powers, Caroline Barnes, David Ducasse, et Russ Spencer.
Le groupe a représenté le Royaume-Uni avec une chanson, pour le Concours Eurovision de la chanson 2007 à Helsinki en Finlande. La chanson termine 22ème, ex æquo avec la France.
La chanson atteint la 5e place des charts anglais le 13 mai 2007.

## Discographie

### Albums
- "Welcome to the Planet Pop" (juin 2000) album sorti au Japon

1. For Sure
2. More Than I Needed To Know
3. One Of These Days
4. The Best Is Yet To Come
5. Zoom
6. Bird In Flight
7. Stay
8. The Next Step
9. Never Stop Believing
10. Syncopated Rhythm
11. When My Baby
12. Music To My Heart
13. Don't Look Back
14. Forever We'll Be Strong
15. The Best Is Yet To Come (Splash! Mix)
16. When My Baby (Almighty Radio Edit)

- "Four Sure" (août 2000) album sorti au Royaume-Uni

1. For Sure
2. More Than I Needed To Know
3. When My Baby
4. One Of These Days
5. Zoom
6. Never Stop Believing
7. The Best Is Yet To Come
8. Stay
9. The Next Step
10. Syncopated Rhythm
11. Music To My Heart
12. Third Time Lucky

### Single
- "When My Baby" (octobre 1999)

1. When My Baby (Radio Edit)
2. Syncopated Rhythm
3. When My Baby (Almighty Radio Mix)

- "More Than I Needed To Know" (janvier 2000)

1. More Than I Needed To Know
2. Don't Look Back
3. More Than I Needed To Know (Splash! Mix)

- "The Best Is Yet To Come" (avril 2000)

1. The Best Is Yet To Come (Radio Edit)
2. Maybe Tomorrow
3. The Best Is Yet To Come (Splash! Mix)

- "For Sure" (juillet 2000)

1. For Sure
2. Forever We'll Be Strong

- "Flying the Flag (for You)" (mai 2007)

1. Flying The Flag (For You) (Eurovision 2007 Version)
2. Flying The Flag (For You) (Karaoke Version)